# 亭岩山城
亭岩山城，位于中国吉林省图们市凉水镇，为一个省级文物保护单位，类型为古遗址，公布时间为2007年5月31日。该文物保护单位由图们市文物管理所管理。
亭岩山城的历史年代为渤海。